# Ben van Beurden
Bernardus Cornelis Adriana Margriet (Ben) van Beurden (Roosendaal, 23 april 1958) was CEO bij Shell tussen 2014 en 2022. Hij volgde Peter Voser op. 

## Loopbaan
Van Beurden werkt sinds 1983 bij Shell. Hij was sinds januari 2013 directeur van de Divisie Downstream, de raffinage, en lid van het uitvoerend bestuur van het bedrijf. Daarvoor had hij operationele en commerciële functies bij zowel de takken Downstream als Upstream, de winning van olie en gas. Hij is zo’n 10 jaar actief betrokken geweest bij de lng-activiteiten van Shell. Van Beurden was ook betrokken bij de International Council of Chemicals Associations en the European Chemical Industry Council.
Hij is afgestudeerd chemisch ingenieur aan de Technische Universiteit Delft. Hij heeft veel internationale ervaring, voor Shell werkte hij in Nederland, Afrika, Maleisië, de Verenigde Staten en het meest recent in het Verenigd Koninkrijk.

## Varia
Op 19 maart 2018 hield hij in de Rode Hoed in Amsterdam de eerste EW Economie-lezing. Van Beurden sprak over de (on)mogelijkheden van de energietransitie en hoe zijn bedrijf daarmee omgaat. De lezing werd onderbroken door milieuactivisten. Zeven als Moeder Aarde uitgedoste activisten riepen Shell op voorzichtiger om te springen met natuur en klimaat. Ze deden dat door een liedje te zingen. Toen ze waren uitgezongen, reageerde de met "Lieve Ben" aangesproken Shell-topman op hun bezwaren, wat voor de zaal aanleiding was om luid te applaudisseren.
Van Beurden moest zich in 2022 verantwoorden tijdens de parlementaire enquête naar aardgaswinning Groningen.
Begin april 2025 stemden de aandeelhouders van Clariant in met zijn benoeming als niet-uitvoerende voorzitter van de raad van bestuur bij dit Zwitserse bedrijf.

## Privé
Van Beurden is getrouwd en heeft vier kinderen.